# Tomigusuku
Tomigusuku (japanska: 豊見城市?, Tomigusuku-shi), okinawianska: Tumigushiku, är en stad i Japan, och är belägen vid den sydvästra kusten av ön Okinawa i prefekturen med samma namn. Tomigusuku fick status som stad 2002. 